# ديريك بارد
ديريك بارد (بالإنجليزية: Derek Bard)‏ هو لاعب غولف أمريكي، ولد في 14 يونيو 1995 في نيو هارتفورد في الولايات المتحدة.